# Minigolf
Minigolf er en sport som udøves ved hjælp af en golfkølle (ofte en putter) og en bold på en bane, hvor hindringerne er faste og til dels vanskelige at passere samtidig med at bolden skal i hullet. Hensigten med spillet er at slå bolden fra udslagsstedet til hullet i banen på færrest mulige slag.

## Minigolf udøves også som sport
Dansk Minigolf Union blev etableret i 1954 og blev optaget i Danmarks Idrætsforbund i 1993.
Sporten starter i  klubberne hvor der typisk spilles klubaftener 1-2 gange om ugen.
Der afholdes Klubmesterskaber, Regionale Mesterskaber, Danske Mesterskaber - alle disse både for individuelle og for hold.
Ofte afholder klubberne 1-2 stævner om året hvor deltagere fra hele landet kan tilmelde sig, det er heller ikke usædvanligt at der er deltagere fra vores nabolande.
På internationalt plan afholdes Nordiske Mesterskaber, Europa Mesterskaber, Verdens Mesterskaber og Europa Cup.
Når minigolf dyrkes som sport benytter spillerne typisk flere special bolde med forskellige egenskaber.
Egenskaberne varierer indenfor størrelse, hårdhed, vægt, overflade og springhøjde

Ydermere kan boldenes egenskaber påvirkes via temperatur og fugt